# Eccidio di Villamarzana
L'eccidio di Villamarzana fu una strage fascista compiuta il 15 ottobre 1944 a Villamarzana in provincia di Rovigo in cui furono fucilate 42 persone.

## Storia

### Le premesse
Dalla tarda primavera del 1944 in Polesine vi fu un deciso aumento dell'uso della violenza da parte dei fascisti repubblichini, in particolare in autunno, con il rallentamento e l'arresto dell'avanzata alleata, i nazifascisti iniziarono a cercare di isolare e annientare i nuclei partigiani dalla provincia; in questo periodo diventarono una prassi le rappresaglie, come nel caso degli eventi di Villamarzana.
A partire da settembre gli scontri armati e i sabotaggi di matrice partigiana si fecero sempre più frequenti, fino a culminare il 23 settembre 1944 con due uccisioni, quella del comandante del distaccamento di Fratta Polesine Giuseppe Bomba e quella della camicia nera Pietro Castellacci; il Comando Provinciale autorizzò quindi un'indagine nella zona compresa tra Fratta Polesine, Castelguglielmo, e Villamarzana, mentre il responsabile dell'Ufficio Politico Investigativo (UPI) Rolando Palmieri e il comandante della Guardia Nazionale Repubblicana (GNR) Vittorio Martelluzzi decisero di infiltrare un gruppo di quattro militi della GNR, nel ruolo di organizzatori comunisti, tra gli sbandati della zona con l'obiettivo di individuare nuclei partigiani. Gli agenti, con l'aiuto di un impiegato comunale di Villamarzana, Giuseppe Raule (che distribuiva le tessere annonarie ai renitenti), riuscirono a partecipare a due riunioni clandestine, il 4 e il 5 ottobre, ma uno dei quattro venne riconosciuto da un disertore come membro della GNR; i partigiani decisero quindi di catturare l'intero gruppo di spie e di ucciderle nascondendone i corpi.

### La rappresaglia
Il comando provinciale dispose un'operazione di accerchiamento comandata da Riccardo Serafini, che però fallì in partenza vista la scomparsa delle quattro spie. Venne quindi disposto un primo rastrellamento per tentare di ritrovare i militi scomparsi, nel corso del quale vennero anche incendiate alcune abitazioni, e diramato un manifesto che pretendeva la restituzione dei quattro fascisti; in questa occasione furono fatti molti prigionieri che vennero torturati con lo scopo di ottenere informazioni. Il parroco don Vincenzo Pellegatti fu obbligato a gestire lo scambio di ostaggi, ma durante la messa apparentemente fomentò una reazione ostile nella popolazione locale e venne quindi arrestato; anche il segretario politico di Villamarzana, Primo Munari, venne messo in stato d'arresto pochi giorni dopo, perché fu visto partecipare a riunioni partigiane.
Vista l'inutilità delle informazioni ricavate dagli interrogatori vennero svolte delle indagini dal Comando Provinciale dalle quali emerse l'omicidio dei quattro militari e il fatto che sia il parroco che il segretario politico fossero a conoscenza della vicenda, venne quindi disposto un nuovo rastrellamento, eseguito dalla GNR e dalle Brigate Nere nella notte tra il 13 e il 14 ottobre, nella zona delimitata dal Canal Bianco tra Castelguglielmo e Cà Moro e tra Alberazze, Chiaviche, Pellizzare e Precona. Durante il rastrellamento persero la vita 11 persone, mentre altri 42 uomini, tra cui anche un ragazzo che non aveva ancora compiuto 15 anni e altri 4 giovani di soli 16 anni, furono catturati e trasferiti nelle carceri di Rovigo, dove vennero torturati per scoprire il luogo di sepoltura delle spie fasciste; gli stessi furono poi trasferiti a Villamarzana, dove vennero fucilati il 15 ottobre, e tra di loro furono identificati anche gli esecutori dell'omicidio delle quattro spie fasciste. Attilio Malachin, anche se gravemente ferito fu l'unico tra i 42 di Villamarzana che riuscì a sopravvivere alla fucilazione, morì l'anno successivo nel tentativo di disinnescare una bomba. Don Vincenzo Pellegatti, Primo Munari e Giuseppe Raule vennero sottoposti all'autorità del Tribunale Militare di Guerra che condannò alla pena di morte i primi due e a 20 anni di carcere il terzo. Mentre per don Pellegatti la pena fu sospesa, Primo Munari venne fucilato il 21 ottobre 1944.
Questo episodio fu una delle rappresaglie più cruente realizzate dai fascisti in Italia, vennero infatti duramente colpiti anche dei civili innocenti, e nonostante il partigiano Antonio Tasso avesse precedentemente svelato i nomi dei responsabili dell'uccisione delle spie infiltrate alle Brigate Nere, l'esecuzione proseguì a dispetto della promessa di risparmiare gli innocenti in cambio dei nomi dei colpevoli; inoltre questo evento rappresentò anche un caso particolare se si considera che furono insolitamente applicate da degli italiani le leggi marziali naziste. Gli eventi di Villamarzana colpirono in particolar modo la Brigata Garibaldi "Giovanni Tasso", un gruppo partigiano attivo dall'8 settembre 1943, il cui commissario politico fu Luigi Ferro, che arrivò a comprendere fino a 350 componenti, ma che subì notevoli perdite durante i rastrellamenti e la strage fino ad arrivare alla sospensione delle attività e allo scioglimento. La strage di Villamarzana acquisì inoltre grande risonanza mediatica per la sua efferatezza, venne infatti riportata dalla radio dell'Armata inglese e da un quotidiano svizzero.

## Vittime

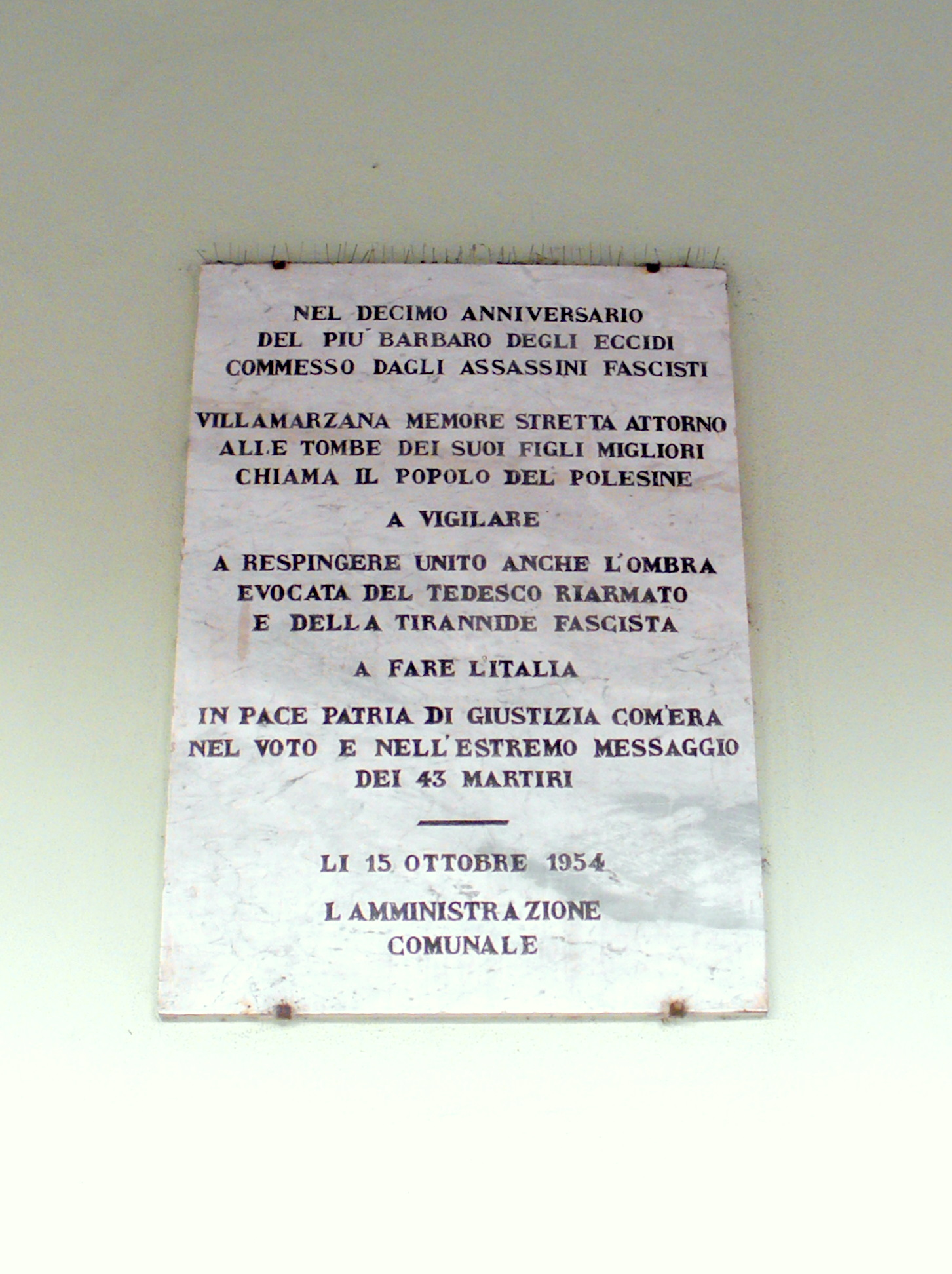
Lapide scoperta sul municipio di Villamarzana in occasione del decennale dell'eccidio.

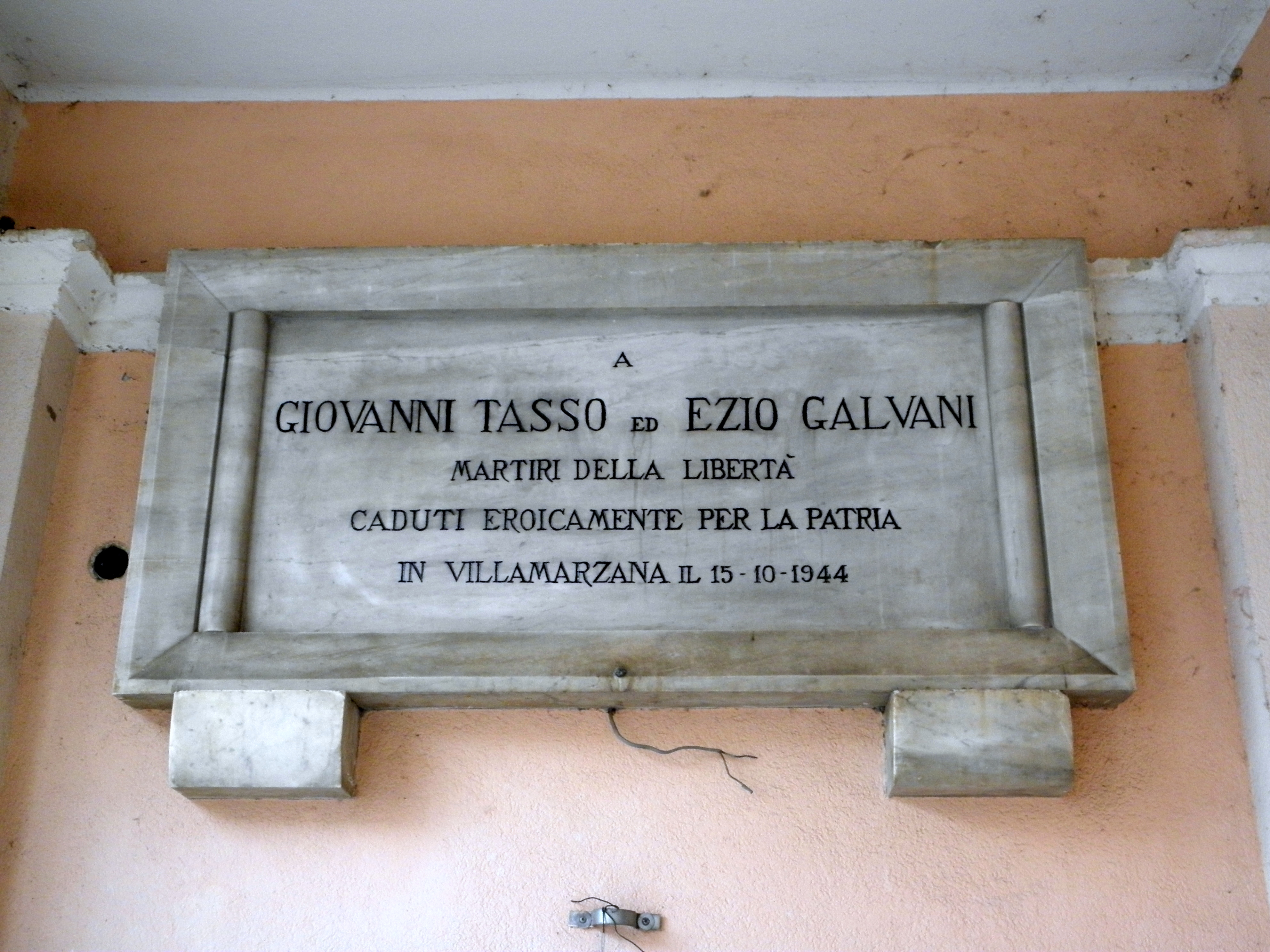
Lapide in omaggio a Giovanni Tasso ed Ezio Galvani a San Bellino.

|    | Nome                       | Luogo             | Anno |
| -- | -------------------------- | ----------------- | ---- |
| 1  | Bevilacqua Giovanni        | Castelguglielmo   | 1926 |
| 2  | Bevilacqua Luigi           | Castelguglielmo   | 1926 |
| 3  | Boaretto Bruno             | Villamarzana      | 1915 |
| 4  | Boldrin Carso              | Bagnolo Po        | 1916 |
| 5  | Botton Danilo              | Villamarzana      | 1919 |
| 6  | Brancalion Rino            | Badia Polesine    | 1926 |
| 7  | Burin Angelo               | Arquà Polesine    | 1916 |
| 8  | Castellan Tullio           | Castelguglielmo   | 1927 |
| 9  | Cavalieri Ermes            | Gaiba             | 1924 |
| 10 | Chieregatti Guerrino       | Castelguglielmo   | 1915 |
| 11 | Dall’Aglio Fabio           | Villamarzana      | 1929 |
| 12 | Stefani Luigi              | Villamarzana      | 1920 |
| 13 | Donegà Giuseppe            | Bressane          | 1926 |
| 14 | Faccioli Ennio             | Villamarzana      | 1928 |
| 15 | Fantinati Giovanni         | Castelguglielmo   | 1925 |
| 16 | Feo Antonio                | Napoli            | 1920 |
| 17 | Ferro Onorio               | Bressane          | 1928 |
| 18 | Folego Gino                | Bressane          | 1925 |
| 19 | Galvani Ezio               | San Bellino       | 1921 |
| 20 | Garbellini Bruno           | Runzi             | 1927 |
| 21 | Guidetti Benito            | Villamarzana      | 1926 |
| 22 | Guidetti Vittorio          | Villamarzana      | 1928 |
| 23 | Lanzoni Ivan               | Castelguglielmo   | 1921 |
| 24 | Mantovani Egisto           | Povegliano        | 1924 |
| 25 | Marchetto Gelsomino        | Villamarzana      | 1924 |
| 26 | Milani Wilson              | Castelguglielmo   | 1922 |
| 27 | Morin Umberto              | Bressane          | 1928 |
| 28 | Munari Bruno               | Villamarzana      | 1926 |
| 29 | Munari Gino                | Villamarzana      | 1921 |
| 30 | Prini Nerino               | Castelguglielmo   | 1924 |
| 31 | Rizzi Mario                | Pincara           | 1927 |
| 32 | Sandali Ermenegildo        | Villamarzana      | 1908 |
| 33 | Tasso Antonio              | Bressane          | 1926 |
| 34 | Tasso Giovanni             | San Bellino       | 1908 |
| 35 | Tinti Lido                 | Villamarzana?     | 1924 |
| 36 | Tosarello Nello            | Fiesso            | 1924 |
| 37 | Tosarello Valentino        | Fiesso Umbertiano | 1926 |
| 38 | Usan Giuseppe              | Fiesso            | 1925 |
| 39 | Voltani Silvio             | Occhiobello       | 1907 |
| 40 | Zanella Bruno              | Pincara           | 1929 |
| 41 | Zuliani Nazzareno          | Castelguglielmo   | 1921 |
| 42 | Malanchin Attilio (ferito) | Castelguglielmo   | 1925 |

## Processi
Gli esecutori delle violenze fasciste furono processati dalle Corti d'Assise Straordinarie create nei capoluoghi di provincia, in questo caso a Rovigo, che vennero poi trasformate in Sezioni Speciali della Corte d'Assise; questi processi furono fondamentali non solo per una funzione strettamente giuridica ma anche per mettere un freno all'ira della popolazione. Vennero sottoposti a processo solo coloro che si erano effettivamente macchiati di un reato, non furono quindi semplicemente colpiti i fascisti in quanto tali.
La Sezione Speciale della Corte d'Assise di Rovigo accertò la tesi secondo cui la ritorsione contro il comune fosse stata programmata da giorni e pertanto pubblicò diverse sentenze:
- la sentenza del 5 dicembre 1945 condannò Vittorio Martelluzzi, Melchiorre Melchiorri, Ugo Cavaterra, Rolando Palmieri,  Francesco Sergi, Giorgio Zamboni, Enrico Majer e Alessandro Tiezzi alla pena di morte da realizzarsi tramite fucilazione; condannò invece Ugo Catarsi, Ermanno Casalini, Agostino Zangarini e Armando Lorenzotti all'ergastolo e Ugo Conti a 18 anni di carcere;
- il 26 marzo 1947 venne commutata la pena di ergastolo per Casalini e Lorenzotti in 30 anni di reclusione;
- il 27 marzo 1947 venne commutata la pena di morte in ergastolo per Palmieri, Majer, Tiezzi e Cavaterra, e a 30 anni di reclusione per quanto riguarda l’ergastolo inflitto a Zangarini.

Le altre sentenze, emanate da altre Corti d'Assise e dalla Cassazione, furono invece:
- 4 giugno 1948: la Corte d’Assise di Padova ridusse a 10 anni la pena a Palmieri e commutò in 20 anni l’ergastolo per Tiezzi e Majer;
- 7 febbraio 1949: la Cassazione annullò le sentenze nei confronti di Zamboni, Sergi e Melchiorri e trasferì alla Corte d'Assise di Perugia la competenza per le sentenze di Tiezzi e Majer;
- 12 maggio 1950: la Corte d’Assise di Perugia commutò la pena di morte di Zamboni e Melchiorri in 30 anni, la pena di morte di Sergi a 15 anni e ridusse a 9 anni la pena di Majer e Tiezzi;
- 9 marzo 1950: la Cassazione concesse a Palmieri la libertà provvisoria e rinviò i relativi atti alla Corte d’Assise di Firenze, che lo condannò a 21 anni di carcere il 26 luglio 1951;
- Martelluzzi ottenne invece l'amnistia nel 1962.

## Monumenti

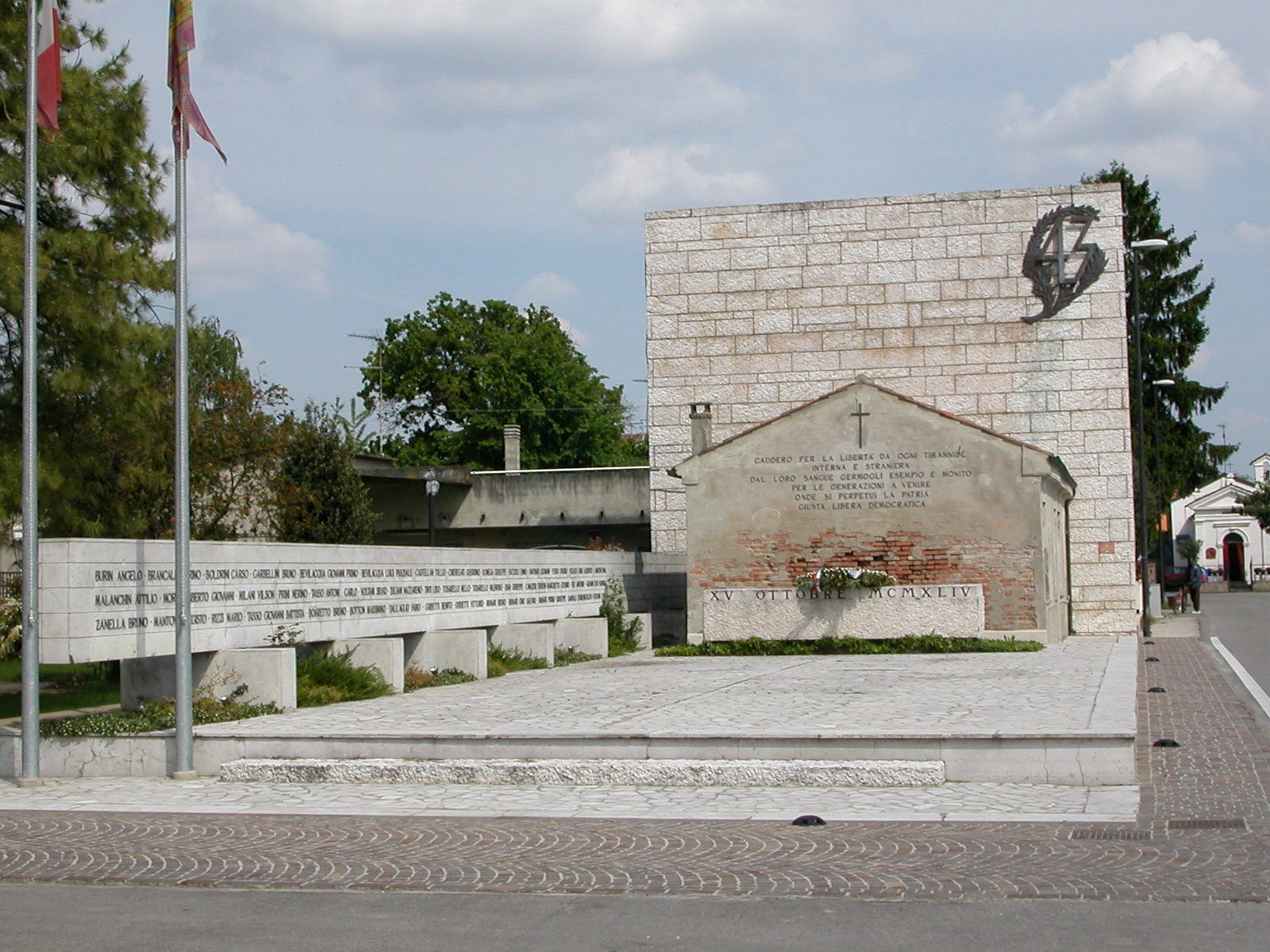
Monumento ai caduti di Villamarzana.

La casetta del barbiere, luogo dell'eccidio, fu trasformata in un monumento ai 43 martiri con annesso museo e centro documentale sulla Resistenza.
Presso il cimitero di Villamarzana, il terreno adibito a fossa comune, è diventato un monumento alla memoria.
Sempre presso il cimitero di Villamarzana si trova il mausoleo contenente le spoglie dei caduti.

## Filmografia
Docufilm La lunga marcia dei 54, di Alberto Gambato con consulenza storica di Laura Fasolin (2016)